# Götz Spielmann
Pour les articles homonymes, voir Spielmann.
Götz Spielmann est un réalisateur autrichien né en 1961.

## Filmographie
- 1984 : Fremdland
- 1985 : Abschied von Hölderlin
- 1987 : Vergiss Sneider!
- 1990 : Erwin und Julia
- 1993 : Der Nachbar
- 2000 : Die Fremde (de)
- 2004 : Antares
- 2008 : Revanche